# Thyridota
Thyridota is een geslacht van rechtvleugeligen uit de familie veldsprinkhanen (Acrididae). De wetenschappelijke naam van dit geslacht is voor het eerst geldig gepubliceerd in 1925 door Uvarov.

## Soorten
Het geslacht Thyridota omvat de volgende soorten:
- Thyridota curtifrons Johnsen, 1991
- Thyridota dispar Uvarov, 1925
- Thyridota grandis Johnsen, 1991
- Thyridota nasuta Johnsen, 1991